# Kościół św. Mikołaja we Flensburgu
Kościół św. Mikołaja (niem. Nikolaikirche) – gotycka świątynia luterańska znajdująca się w niemieckim mieście Flensburg.

## Historia
Pierwsza wzmianka o kościele pod wezwaniem św. Mikołaja we Flensburgu pochodzi z 1332 roku. Budowę obecnej świątyni rozpoczęto w 1390 roku, a prace budowlane ukończono w 1480 roku. W 1485 gmach został zniszczony podczas pożaru miasta, w 1490 zakończono odbudowę. W 1580 roku pastor Sebastian Schröder założył bibliotekę parafialną. W 1582 roku dobudowano wieżę. Wieża została zniszczona wskutek pożaru w 1877 roku, odbudowano ją w stylu neogotyckim według projektu Johannesa Otzena, a w 1909 zawieszono na niej 17-dzwonowy kurant.

## Architektura i wyposażenie
Świątynia gotycka, trójnawowa, o układzie halowym. Neogotycka wieża ma wysokość 90 metrów. Późnobarokowo-rokokowy ołtarz główny został ufundowany w 1749 roku przez Cäcilie Valentiner, zdobią go obrazy zmartwychwstania Jezusa Chrystusa i ostatniej wieczerzy oraz figury będące uosobieniem wiary i nadziei. Wnętrze zdobi brązowa chrzcielnica z końca XV wieku oraz barokowy prospekt organowy, wykonany przez Nicolausa Maassa w latach 1604–1609. Pierwotny instrument składał się z trzech manuałów, pedału i 38 głosów i był wówczas jednym z największych na świecie. Przebudowy organów miały miejsce w latach 1704–1709, 1878 i w 1922. W latach 1958–1963 miała miejsce ich restauracja, a w latach 1997–2009 instrument gruntownie przebudował organmistrz Gerald Woehl, składają się odtąd z czterech manuałów, pedału i 62 głosów. Witraże powstały w latach 1893–1894.

## Galeria

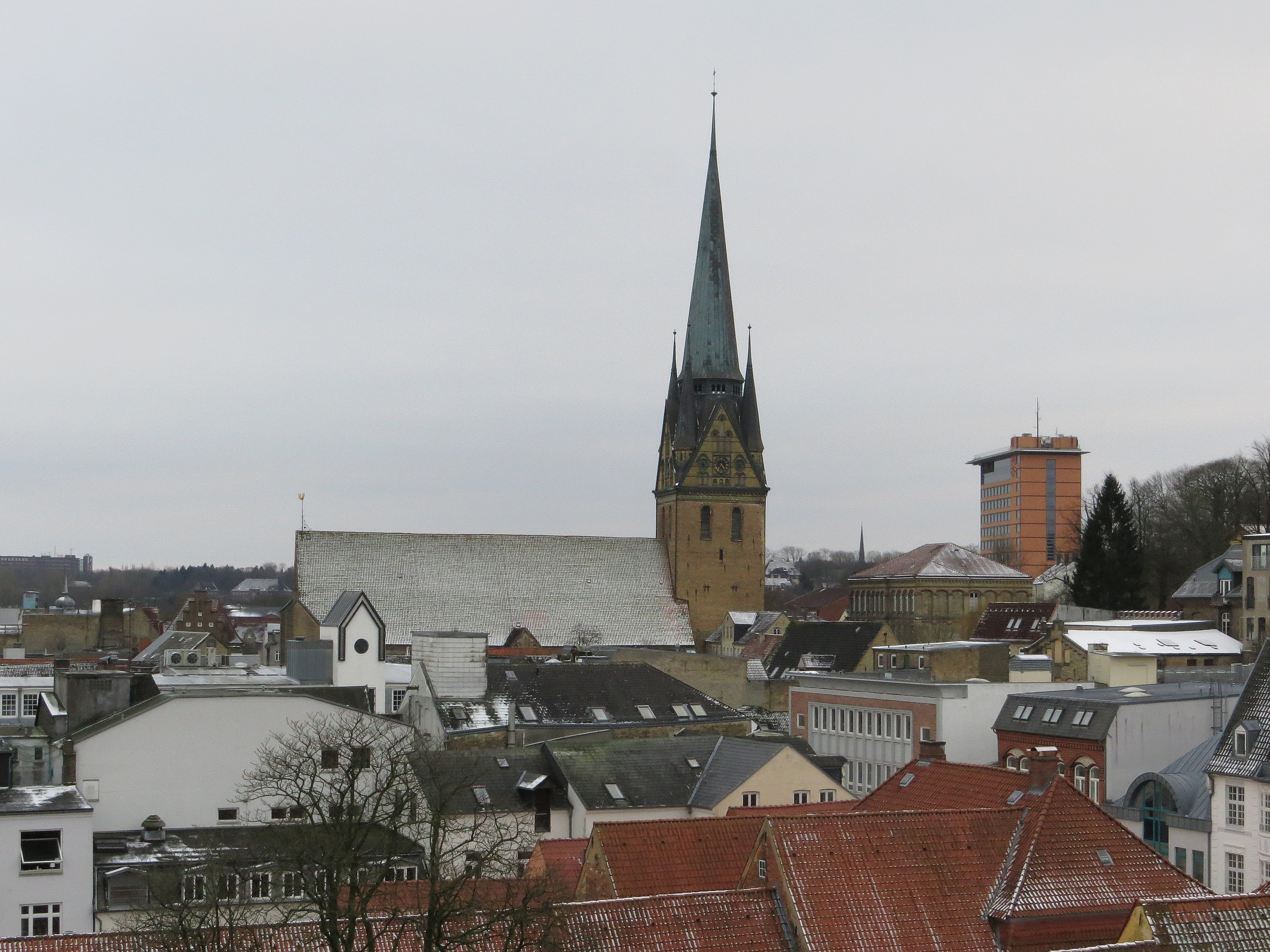
Widok z ratusza
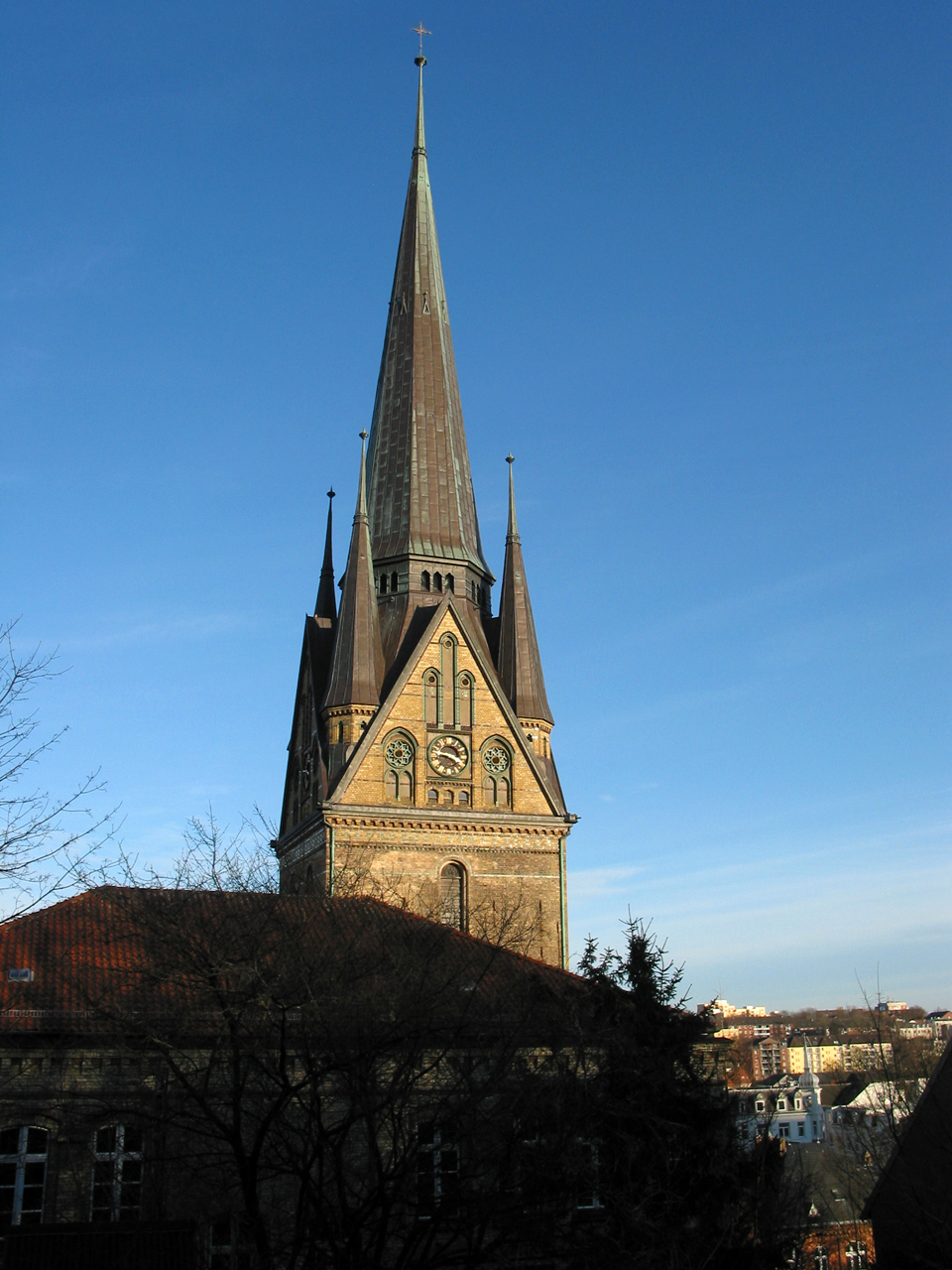
Wieża
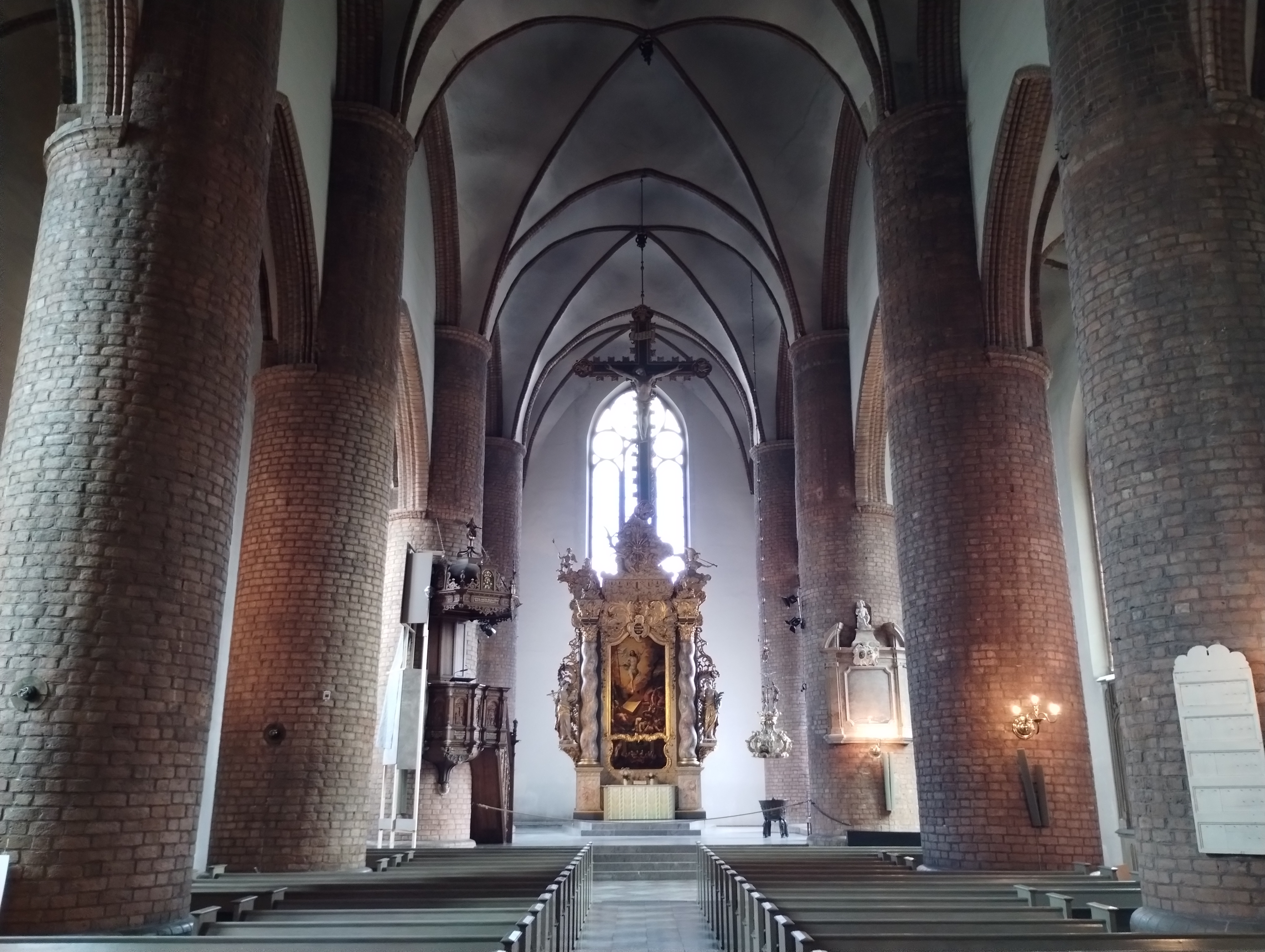
Wnętrze
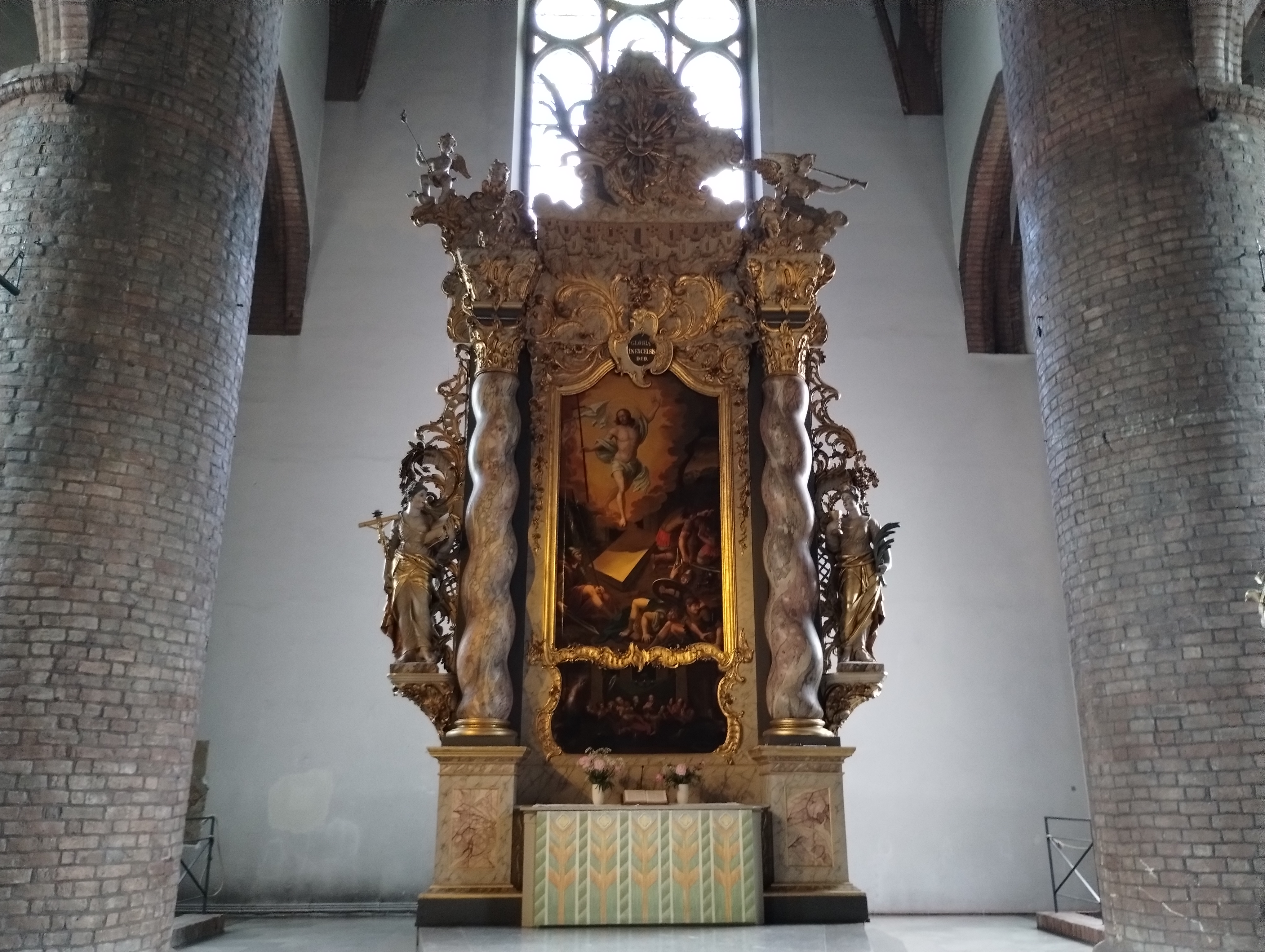
Ołtarz główny
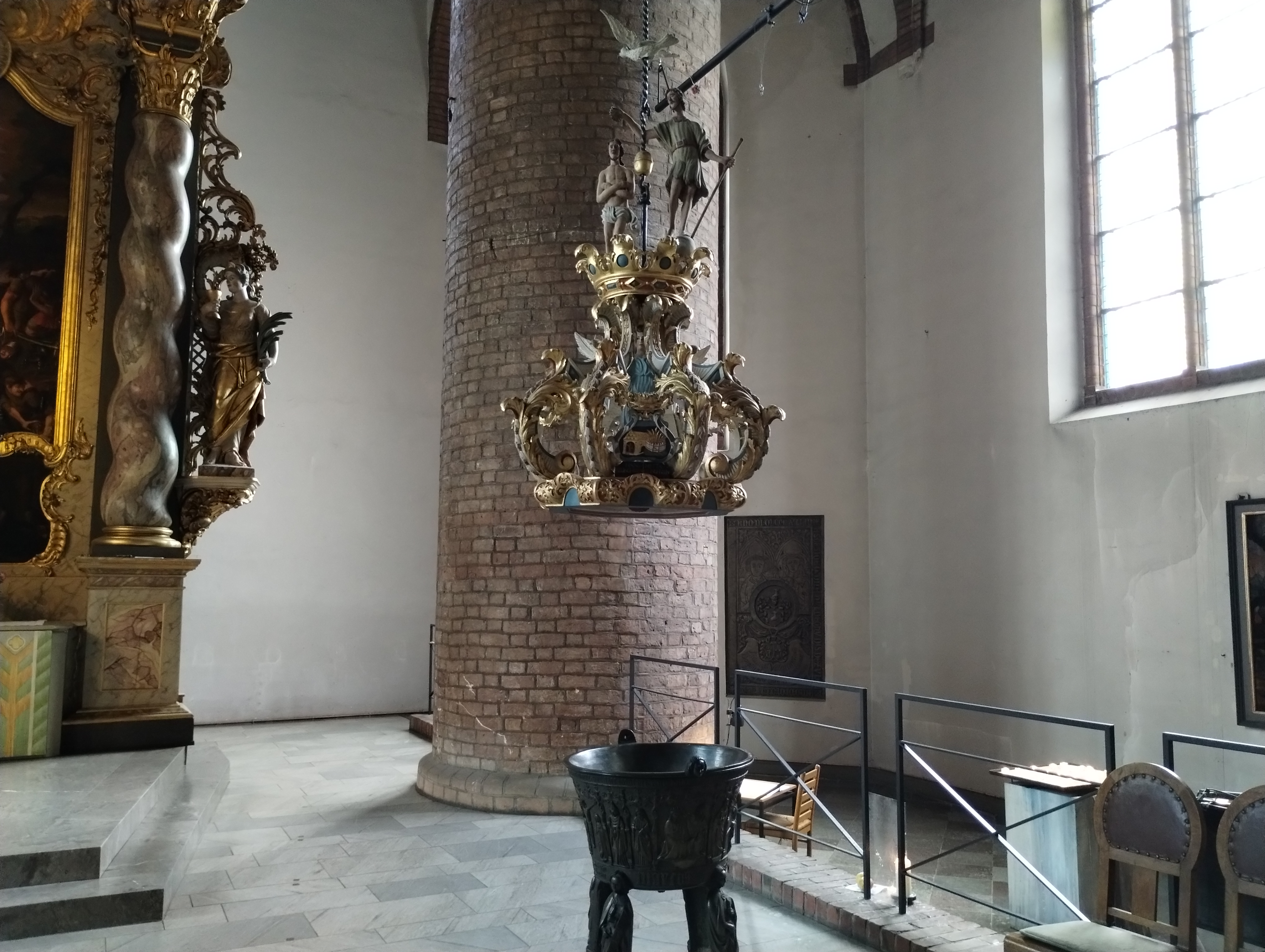
Chrzcielnica
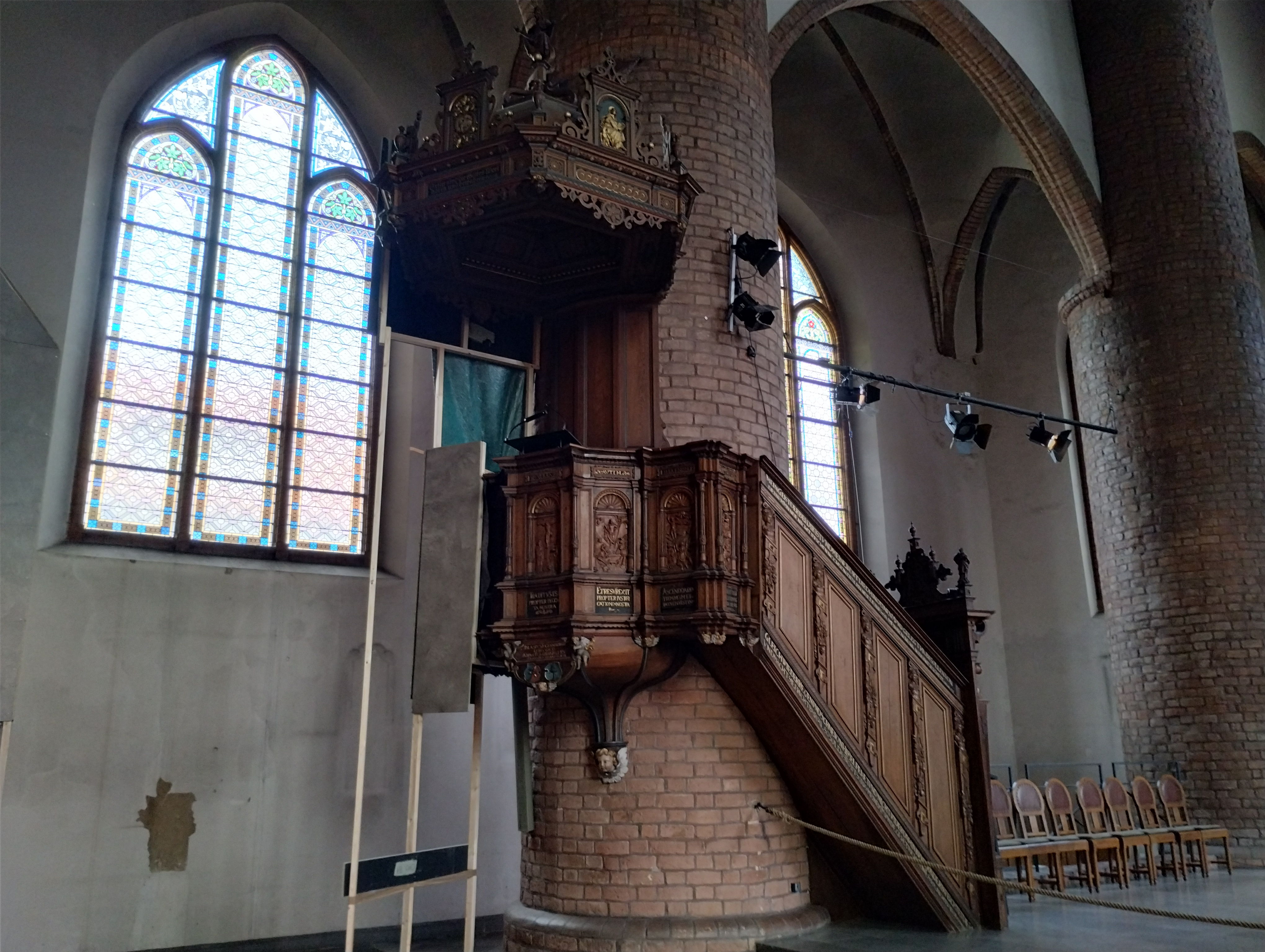
Ambona
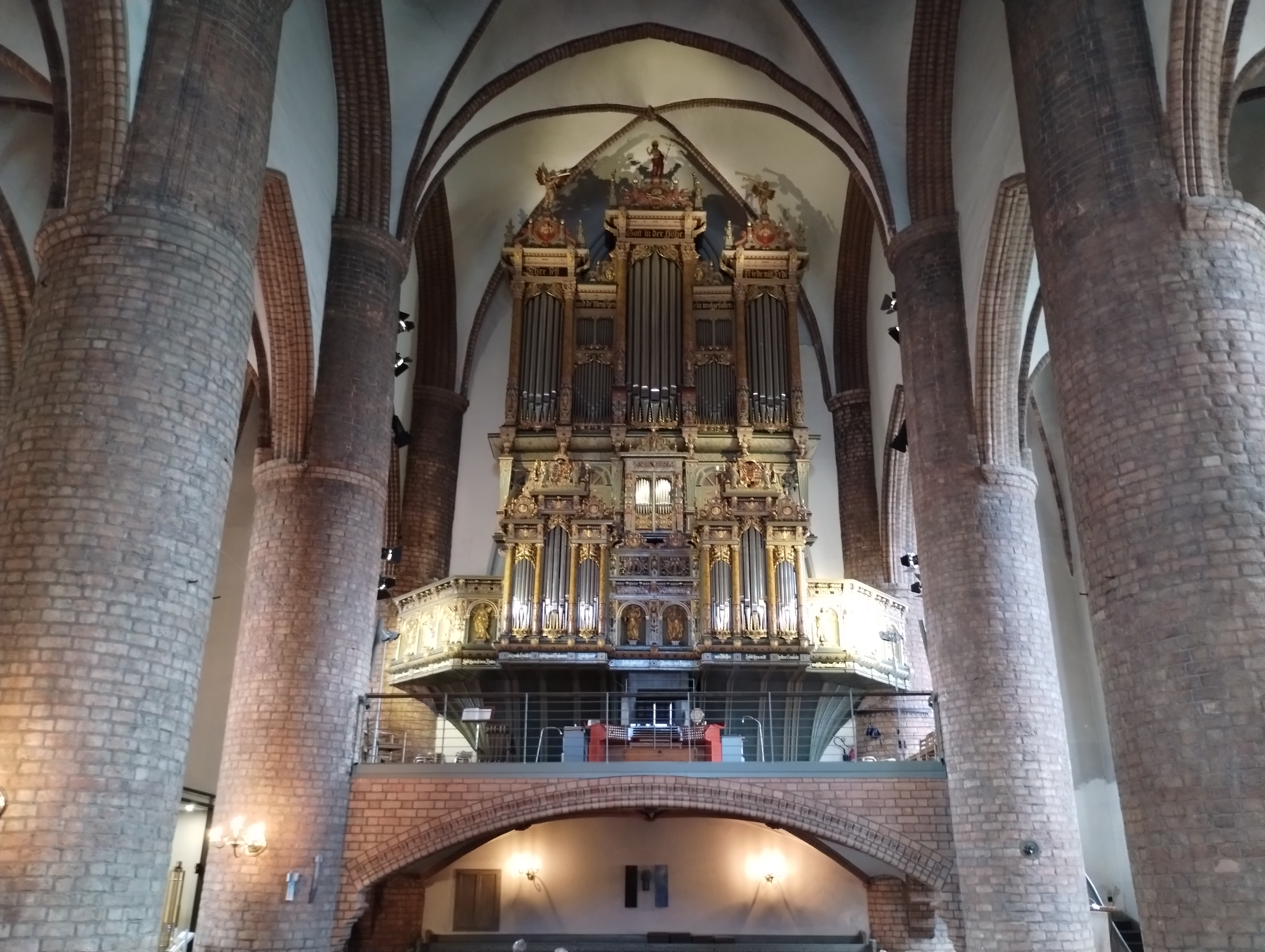
Organy